# Bistum ’s-Hertogenbosch
Das Bistum ’s-Hertogenbosch (lateinisch Dioecesis Buscoducensis, niederländisch Bisdom ’s-Hertogenbosch, deutsch Bistum Herzogenbusch) ist eines der sieben römisch-katholischen Bistümer der niederländischen Kirchenprovinz mit Sitz in der Stadt ’s-Hertogenbosch (Den Bosch) in Noord-Brabant (Nordbrabant).

## Geschichte
Das erste Bistum ’s-Hertogenbosch wurde am 12. Mai 1559 aus Gebieten des Bistums Lüttich errichtet. Die Gebiete gingen mit der Auflösung des Bistums 1645 an das Bistum Lüttich zurück. 
Vorläufer des heutigen Bistums ’s-Hertogenbosch ist das 1657 gegründete Apostolische Vikariat ’s-Hertogenbosch. Am 15. Juli 1801 bekam das Vikariat Teile des aufgelösten Bistums Antwerpen und gab am 22. März 1803 Teile seines Territoriums zur Gründung des Apostolischen Vikariats Breda ab. Die Gebiete der aufgelösten Apostolischen Vikariate Grave–Nimwegen und Ravenstein–Megen kamen 1851 an das Vikariat. Am 4. März 1853 wurde das Vikariat mit zusätzlichen Gebieten aus dem Erzbistum Mechelen und dem Bistum Lüttich zum Bistum erhoben.

## Bischöfe
- Liste der Bischöfe von ’s-Hertogenbosch

## Fußnoten

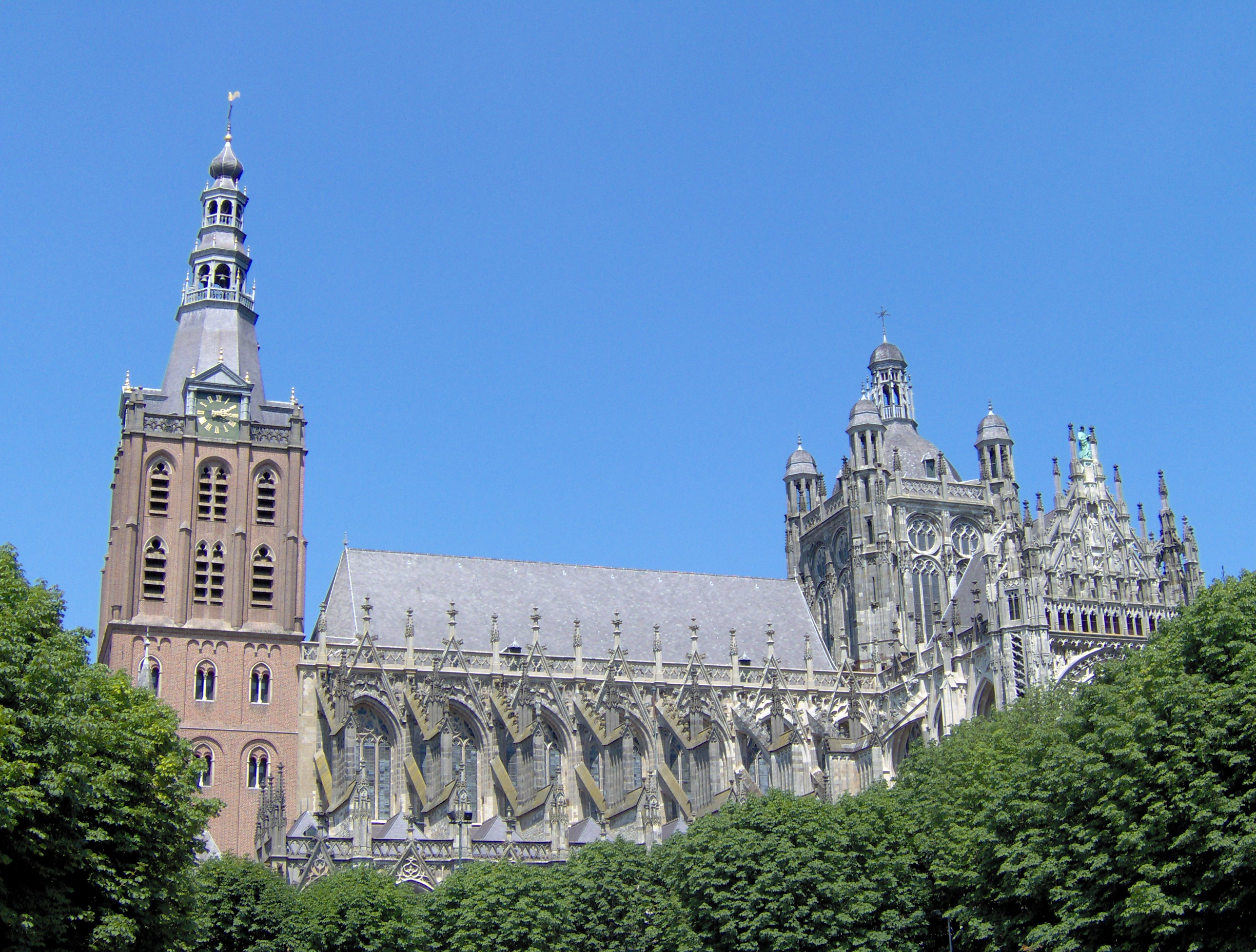
St.-Johannes-Kathedrale in ’s-Hertogenbosch